# پرسیوسس
پرسیوسس (فرانسوی: la préciosité، تلفظ در فرانسوی: [la pʁesjɔzite]، به‌معنی «گران‌بها») یک سبک و جنبش ادبی فرانسوی قرن هفدهم بود. از ویژگی‌های اصلی این سبک می‌توان به زبان ظریف محافل ادبیاشرافی، عبارات حاشیه‌ای، اغراق و جناس با موضوع عشق شجاعانه اشاره کرد. این جنبش شبیه به مارینیسم ایتالیایی، کولترانیزمو اسپانیایی و یوفوییسم انگلیسی بود.
این جنبش در قرن هفدهم از گفتگوهای جالب توجه و بازی‌های لغت‌بازی زنان روشن‌فکر، شوخ و تحصیل کرده‌ای که به محفل ادبی کاترین دو ویون، مارکیز دو رامبویه رفت و آمد می‌کردند به‌وجود آمد. «اتاق آبی» هتل او پناهگاهی برای پاریسی‌ها در برابر جناح‌گرایی سیاسی و رفتار خشن دربار سلطنتی در دوران سلطنت لوئی چهاردهم بود.
یکی از چهره‌های اصلی این محافل که به هتل رامبویه می‌رفت، مادلن دو سکودری بود. او رمان‌های عاشقانه‌ای نوشت که تجسم ظرافت‌های پرسیوسسی از جمله مفاهیم ظرافت زنانه، آداب معاشرت و عشق افلاطونی بود که بین مخاطبان زن بسیار محبوب بود، اما توسط اکثر مردان، از جمله مولیر، که در کمدی زنان فضل‌فروش مضحک به هجو پرسیوسسی‌ها پرداخته بود، مورد تحقیر قرار گرفت. (۱۶۵۹). «مسئله‌های عاشقانه» که در محافل پرسیوسسی مورد بحث قرار می‌گرفت، بازتاب «دادگاه‌های عشقی» (دادگاه‌های خیالی که رفتار عاشقان را قضاوت می‌کردند) را نشان می‌داد که از ویژگی‌های عشق شهسوارانه قرون وسطایی بود.
هیچ یک از زنان خود اصطلاح پرسیوسس را به‌کار نبرده یا تعریف نکرده‌اند. میریام مایتر در پرسیوسس با مجموعه‌ای از ویژگی‌های فهرست‌بندی‌شده، مکانی برای رویارویی و حل و فصل تنش‌هایی که در طول قرن، دربار و حوزه ادبیات ادامه داشت، یافته است. پاتریشیا هاوارد در ارزیابی زندگی حرفه‌ای فیلیپ کینول که در سال ۱۶۵۳ در هتل دو بورگوگن آغاز شد، خاطرنشان کرد: «اگر در تئاتر فرانسه در نیمه دوم قرن، نقش‌های زنان برجسته بود، این جنبش پرسیوسس بود که آن‌ها را به این شکل تبدیل کرد».
یکی از سرگرمی‌های محفل‌های ادبی پرسیوسس، بازگویی افسانه‌ها به‌طور خودجوش بود، که قرار بود تأثیرات بزرگی داشته باشد. بسیاری از این افسانه‌ها، به سبک پرسیوسس، عمدتاً توسط مادام دالنوی نوشته شده‌اند. این شیوه بر افسانه‌ها، و خود نویسندگان، بعدها تأثیر قابل توجهی بر شارل پرو، و گابریل-سوزان دو ویلنوو، نویسنده دیو و دلبر گذاشت. داستان‌ها با سنت‌های عامیانه متفاوت بودند، برای مثال شخصیت‌ها اصالت نجیبی داشتند. درحالی‌که قهرمانان و پهلوانان داستان‌های پریان نوشته‌شده توسط نویسندگان پرسیوسسی اغلب چوپان‌های زن و مرد بودند، با این حال در ادبیات شبانی این شخصیت‌ها اغلب به‌صورت مخفیانه از خانواده‌های سلطنتی یا نجیب‌زاده بودند.
آثار پرسیوسسی همچنین از طریق طنز تک‌پرده‌ای مولیر، زنان فضل‌فروش مضحک (۱۶۵۹) به‌یاد می‌آیند. پس از سال‌ها گشت‌وگذار در ولایات، کمدی تلخ اخلاقی، مولیر و گروه تئاترش مورد توجه پاریسی‌ها قرار گرفت و حمایت لویی چهاردهم را به خود جلب کرد.

## نویسندگان مهم
- مادام دالنوی
- ژان لوئیس گوئز دو بالزاک
- ایزاک دو بنسوراد
- شارل کوتن
- آنتوان گودو
- هنریت-ژولی دو مورات
- پل پلیسون
- مادلن دو سکودری
- اونوره دورفه
- ونسان ووآتور